# Communauté d’agglomération de l’Albigeois
Die Communauté d’agglomération de l’Albigeois ist ein französischer Gemeindeverband mit der Rechtsform einer Communauté d’agglomération im Département Tarn in der Region Okzitanien. Sie wurde am 31. Dezember 2002 gegründet und umfasst 16 Gemeinden. Der Verwaltungssitz befindet sich in der Stadt Albi.

## Mitgliedsgemeinden
| Gemeinde                                  | Einwohner 1. Januar 2022 | Fläche km² | Dichte Einw./km² | Code INSEE | Postleitzahl |
| ----------------------------------------- | ------------------------ | ---------- | ---------------- | ---------- | ------------ |
| Albi                                      | 50.605                   | 44,26      | 1.143            | 81004      | 81000        |
| Arthès                                    | 2.528                    | 10,01      | 253              | 81018      | 81160        |
| Cambon                                    | 2.128                    | 7,71       | 276              | 81052      | 81990        |
| Carlus                                    | 659                      | 10,60      | 62               | 81059      | 81990        |
| Castelnau-de-Lévis                        | 1.615                    | 21,42      | 75               | 81063      | 81150        |
| Cunac                                     | 1.622                    | 6,38       | 254              | 81074      | 81990        |
| Dénat                                     | 845                      | 15,01      | 56               | 81079      | 81120        |
| Fréjairolles                              | 1.313                    | 17,41      | 75               | 81097      | 81990        |
| Le Sequestre                              | 2.025                    | 5,42       | 374              | 81284      | 81990        |
| Lescure-d’Albigeois                       | 4.585                    | 14,18      | 323              | 81144      | 81380        |
| Marssac-sur-Tarn                          | 3.486                    | 7,17       | 486              | 81156      | 81150        |
| Puygouzon                                 | 3.549                    | 19,96      | 178              | 81218      | 81990        |
| Rouffiac                                  | 632                      | 11,13      | 57               | 81232      | 81150        |
| Saint-Juéry                               | 6.575                    | 9,21       | 714              | 81257      | 81160        |
| Saliès                                    | 816                      | 3,55       | 230              | 81274      | 81990        |
| Terssac                                   | 1.200                    | 5,43       | 221              | 81297      | 81150        |
| Communauté d’agglomération de l’Albigeois | 84.183                   | 208,85     | 403              | –          | –            |